# 3797 Ching-Sung Yu
3797 Ching-Sung Yu este un asteroid din centura principală, descoperit pe 22 decembrie 1987 de Oak Ridge Obs..